# RIA Novosti
RIA Novosti (in inglese Russian Information Agency Novosti; in russo Российское агентство международной информации Новости?, Rossijskoe agentstvo meždunarodnoj informarcii Novosti, lett. "Agenzia di informazione internazionale russa Novosti") fu l'agenzia stampa di Stato sovietica tra il 1941 e il 1991 e successivamente russa fino al 2013.  
Il 10 novembre 2014 la Ria Novosti fu assorbita all’interno di un nuovo gruppo editoriale di proprietà statale, chiamato Rossija Segodnja, che lanciò la piattaforma multimediale Sputnik. Quest’ultima rimpiazzava, nel campo dei servizi internazionali, le funzioni fino ad allora svolte dall'agenzia di stampa RIA Novosti e dalla radio Golos Rossii.  
Da allora la RIA Novosti, inquadrata nel gruppo Segodnja, continua ad operare con notizie e servizi forniti per via elettronica e attraverso il sito online ria.ru. I temi trattati dalla RIA Novosti spaziano dalla politica all’economia, alla finanza, alle scienze e alla cultura. La RIA Novosti dispone d’una vasta rete di corrispondenti su tutto il territorio della Federazione Russa e in più di quaranta Paesi stranieri. Notizie e servizi sono forniti, oltre che in russo, anche in inglese, francese, tedesco spagnolo, arabo, cinese, persiano e giapponese. L’agenzia dispone del più capillare servizio fotografico della Russia e, in virtù della sua lunga esistenza, possiede un archivio storico fotografico (oltre 600 000 documenti) considerato uno dei più ricchi del Paese, se non il più ricco.

## Storia

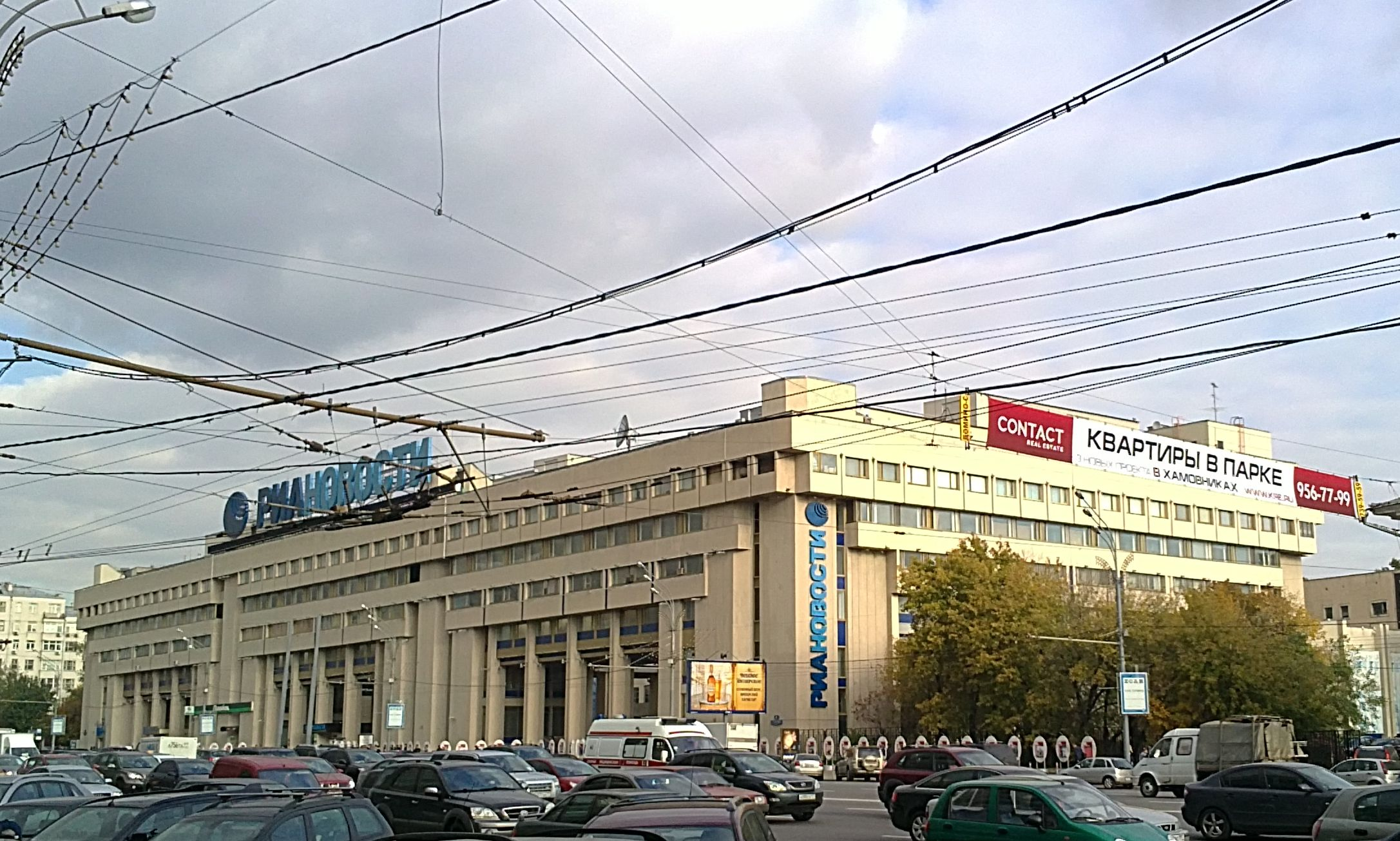
Il palazzo della sede di RIA Novosti a Mosca.

L'agenzia fu creata il 24 giugno 1941 con una risoluzione del Consiglio dei commissari del popolo sovietico e posta sotto il controllo dell'Ufficio dell'Informazione Sovietico (Sovinformburo) con il compito di coprire giornalisticamente gli eventi militari internazionali e la vita in Russia attraverso pubblicazioni periodiche e attraverso la radio, che ebbe sede dall'ottobre 1941 al marzo 1942 a Kujbyšev, odierna città di Samara. Il Sovinformburo, all'interno del quale l'agenzia era attiva, aveva in quel tempo di guerra il compito di confezionare reportage dal fronte di guerra da essere pubblicati su quotidiani, periodici e radio.
Dopo la guerra le principali fonti di informazione diretta dell'agenzia erano la Presidenza della Federazione Russa, il Primo ministro, il Consiglio federale, la Duma di Stato, Ministeri chiave e amministrazioni pubbliche, le amministrazioni delle regioni economiche della Russia, i rappresentanti delle imprese nazionali e straniere, così come le missioni diplomatiche e delle istituzioni pubbliche del Paese. Nel 1967 iniziò la pubblicazione della rivista Sputnik, diffusa sia negli Stati occidentali che in quelli del blocco sovietico. La rivista era pubblicata in lingua russa col titolo Sputnik Novosti e si rivolgeva soprattutto ai cittadini russi residenti all'estero.
Il 9 dicembre 2013 il Presidente russo Vladimir Putin ha ordinato, attraverso Decreto Presidenziale, la chiusura immediata della RIA Novosti e dell'emittente radiofonica Golos Rossii e la conseguente creazione della nuova Agenzia di Informazione Internazionale Rossija Segodnja.
In un articolo disponibile sul sito della stessa RIA Novosti, che al momento della chiusura contava 45 corrispondenti in tutto il mondo che producevano informazione in 14 lingue, la chiusura della struttura rientra in un significativo e più ampio piano di riorganizzazione dei media controllati dallo Stato. Sempre nella stessa comunicazione viene sottolineato come la chiusura dell'agenzia rientrerebbe in una serie di mosse nel panorama dell'informazione russa che parrebbero tese a imprimere un ulteriore maggiore controllo dello Stato sul settore dell'informazione.
Il presidente Putin ha nominato a capo della neonata agenzia Dmitrij Kiselëv, figura considerata controversa e spesso accusato di essere voce della propaganda di Stato e noto per le posizioni anti-omosessuali, anti-americane e anti-opposizione.